# Галатасарайский лицей

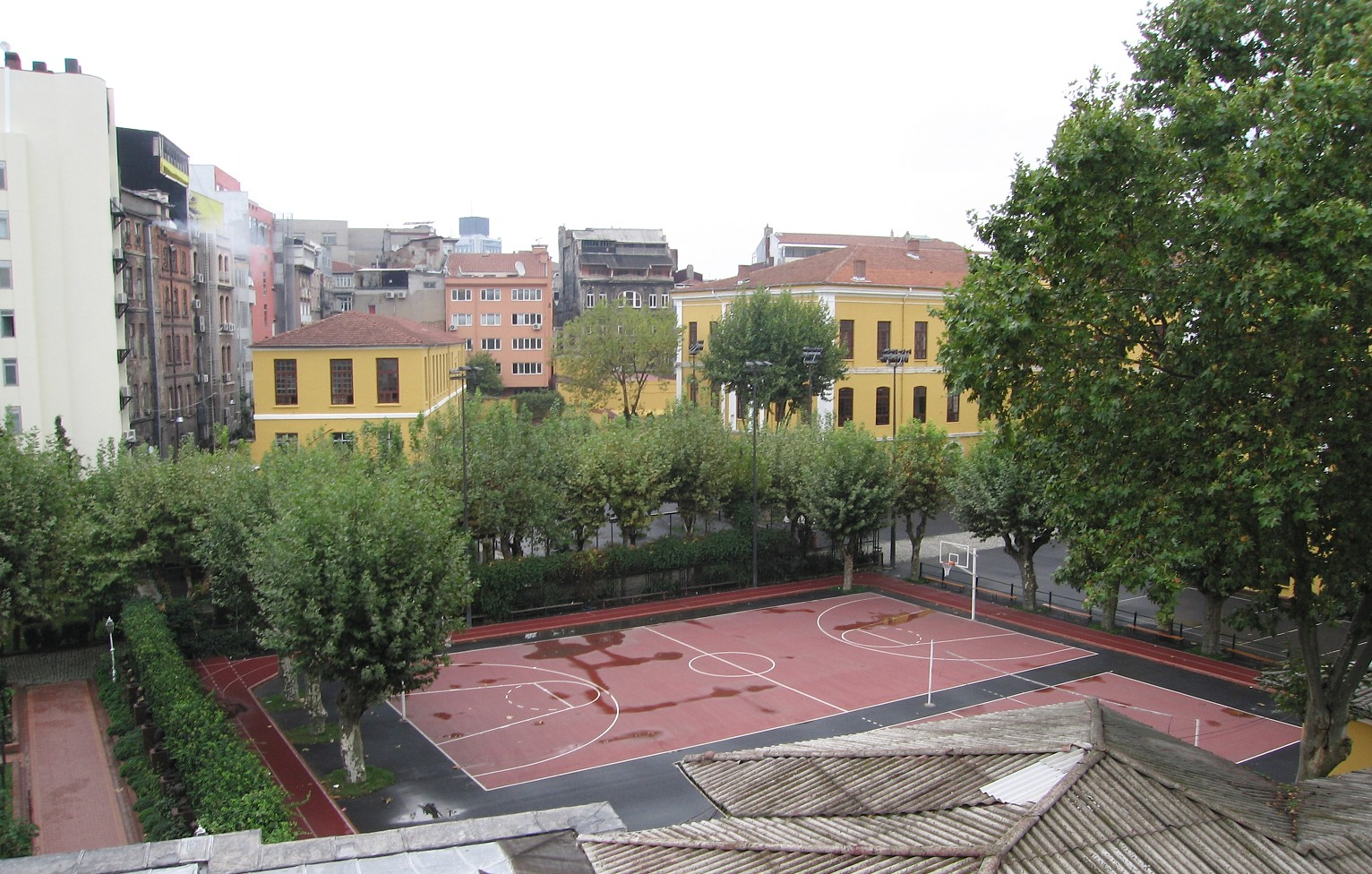

Галатасарайский лицей (тур. Galatasaray Lisesi) — элитное среднее учебное заведение в Стамбуле.

## Общие сведения
Галатасарайская придворная школа была открыта во время правления султана Баязида II в 1481 году и первоначально носила название Императорская школа Галатского дворца (Galata Sarayi Enderun-u Hümayunu), или Эндерун. В 1866 году она была преобразована по образцу французской учебной системы и стала называться Султанская галатасарайская школа (Galatasaray Mekteb-i Sultani).
Лицей находится на площади Галатасарай, в квартале Галата стамбульского района Бейоглу, на европейском берегу Босфора, в здании, которое занимал в прошлом Медицинский колледж. Галатасарайский лицей подразделяется на три двора, соответственно младшим, средним и старшим классам. Школа имеет собственные хаммам (мусульманскую баню, зал для омовений) и больницу. Школьная программа в султанские времена соответствовала французскому образу; лишь вместо латинского и древнегреческого языков юноши здесь обучались турецкому, арабскому и персидскому. В то же время эти два классических языка, как и немецкий, желающие могли изучать вечером, вне программы. Среди учителей были, как турки и французы, так и греки и армяне. Лицей брал на себя заботу об обеспечении учеников питанием, одеждой (в том числе и униформой, которую дети должны были носить за пределами учебного заведения), предметами гигиены, учебниками и школьными материалами. После провозглашения в Турции республики школа получила нынешнее название лицея (Galatasaray Lisesi). С 1968 года здесь обучаются также и девочки (в настоящее время они образуют порядка 40 % учащихся). В 1992 году при поддержке Франции был образован Галатасарайский университет, образующий ныне с лицеем единый учебный комплекс.

## Известные выпускники и преподаватели
- Персоналии:Галатасарайский лицей